# Ionska izmjena
Ionska izmjena je postupak koji uključuje upotrebu ionskih izmjenjivača koji mogu vezati ione iz otopine, a otpuštati jednaku (ekvivalentnu) količinu vlastitih iona. Ionski izmjenjivači su uglavnom visokopolimerni spojevi (postoje i mineralni) koji imaju svojstvo da vežu ione iz otopine, a pri tome oslobađaju jednaku količinu istoimeno nabijenih iona. Ion ionske smole sadrži različite kopolimere čvrsto vezane u trodimenzionalanu strukturu na koju su pričvršćene ionske skupine. Ovisno o strukturi imamo kationske i anionske izmjenjivače. Upotrebljavaju se za prečišćavanje različitih otopina, lijekova, omekšavanje ili demineraliziranje vode i drugo.
Ionska izmjena je postupak pri kojem se koristi sposobnost određenih tvari da ione iz vlastite molekule zamijene za ione iz kapljevine. Ionski izmjenjivači su netopive visokomolekularne tvari (ionske smole), s pozitivnim ili negativnim nabojem, koje ione izmjenjuju bez vidljivih fizičkih promjena. Prema kemijskom sastavu ionski izmjenjivači mogu biti anorganski ili organski, te prirodni ili sintetski. S obzirom na ulogu dijele se na kationske ili anionske ionske izmjenjivače. Vanjski oblik ionske smole je različit, pa mogu biti u obliku cijevi, kuglica, vlakana ili membrane. Različiti zahtjevi pročišćavanja otpadne vode primjenom ionske izmjene pri uklanjanju neželjenih iona iz vode mogu se postići primjenom samo jedne vrste ionske smole ili kombinacijom više njih.
Prirodni anorganski alumosilikatni izmjenjivači su gline (npr. montmorilonit) i zeoliti (npr. analcit, kabazit), a sintetski gel permutiti (za omekšanje vode). Prirodni organski izmjenjivači su npr. ugljeni i celuloza, koja je hidrofilne i porozne naravi, pa je izmjena iona brza. Ona može biti neobrađena ili obrađena uvođenjem izmjenjivačkih skupina. U modernoj laboratorijskoj praksi prirodni ionski izmjenjivači zamijenjeni su sintetskim produktima, ionskim smolama koje datiraju negdje od polovice 20. stoljeća. Važni su i sintetski gel izmjenjivači dobiveni iz poprečno vezanog dekstrana (Sephadex) ili poliakrilamida (Bio-Gel). To su i molekularna sita. Svi navedeni ionsko-izmjenjivački materijali netopljivi su u vodi, ali mogu izmjenjivati vlastite pokretljive protuione s ionima iz okolnog medija, npr. iz morske vode koja sadrži oko 0,7 mol/dm3 elektrolita. 

## Vrste ionske izmjene
Minerali otopljeni u vodi sastoje se iz električki nabijenih čestica – iona. Tako npr., kalcijev karbonat sastoji se od pozitivno nabijenoga iona (kationa) kalcija i negativno nabijenoga iona (aniona) bikarbonata. Neki prirodni i sintetički materijali imaju svojstvo uklanjanja iona minerala iz vode, te njihove zamjene s drugim ionima. Postoje dvije vrste tzv. ionskih masa koje se zbog svojega svojstva koriste u sustavima za obradu napojne vode: kationske i anionske.

### Kationske mase za ionske izmjenjivače
Kationske mase za ionske izmjenjivače reagiraju samo s kationima kalcija (Ca+2) i magnezija (Mg+2). Iako ima više tipova kationskih masa, one najčešće rade u tzv. ciklusu s vodikom. To znači da se nakon zasićenja njihova regeneracija, odnosno obrnuti proces od odvajanja kationa iz vode, vrši pomoću klorovodične (HCl) ili sumporne (H2SO4) kiseline. 

### Anionske mase za ionske izmjenjivače
Anionske mase reagiraju samo s anionima bikarbonata (HCO3-) i anionima sulfata (SO4-2). Pored što na sebe vežu, te iz vode uklanjaju anione kiselina, tzv. jako bazične anionske mase imaju svojstvo da iz vode uklanjaju također ugljikov dioksid (CO2) i silicij (Si). Anionske mase rade u tzv. ciklusu s hidrooksidom pa se, nakon zasićenja, one regeneriraju u obrnutom procesu s natrijevom lužinom (NaOH) ili s amonijevim hidrooksidom (NH4OH). 
Za vodu koja prolazi kroz kationski i anionski izmjenjivač kažemo da je prošla kroz proces demineralizacije, a tako obrađena voda je demineralizira voda koja se sastoji samo od iona vodika i iona hidrooksida; dakle od čiste vode.

## Povijest
Pronalazak ionske izmjene došao je kao i mnogi drugi pronalasci slučajno. 1850. engleski inženjeri Way i Thompson objavili su rad o ionskoj izmjeni kod prirodnih zeolita (alumosilikati hidrotermalnog porijekla). Početak rada bio je ispitivanje vezanja i odstranjivanja amonijaka kao gnojiva u zemlji. Ispirući vodom zemlju natopljenu amonijevim sulfatom, tada jedinim umjetnim dušičnim gnojivom, utvrdili su da se je umjesto amonijevog sulfata pojavio kalcijev sulfat. Tada je nenadano ustanovljeno, da se je amonijak vezao na zemlju, a pojavio kalcij iz zemlje. Daljnjim pokusima ispitan je afinitet vezanja kationa. Postoji određeni redoslijed izmjene po kojem se kationi izmjenjuju:
N > Mg > Ca > K > Na
Tu izmjenu nazvali su ionskom izmjenom i protumačili je kao povratnu izmjenu iona između krute tvari i otopine.
Nakon toga čitav niz znanstvenika počeo je ispitivati ionsku izmjenu. Tek 1906. došlo je do pojave prvih sintetičkih zeolita nazvanih permutiti. Međutim permutiti imaju neka loša svojstva kao npr. mala količinska sposobnost izmjene (kapacitet), osjetljivi su prema ugljičnoj kiselini i mehaničkim nečistoćama, otpuštali su djelomično kremičnu kiselinu itd.
Daljnje otkriće na polju ionske izmjene došlo je, kada se je pronašlo da ugljeni mogu biti ionski izmjenjivači. Ugljen sadrži huminske materije koje su kisele i imaju karboksilne (—COOH) kisele i fenolne (—OH) grupe. Prirodni ugljeni imaju mali učinak (kapacitet), pa se je to svojstvo, važno za rad u pogonu, povećalo sulfuriranjem ugljena i uvođenjem jako kiselih sulfo grupa (—S03H) u strukturu ugljena. Taj proizvod pojavio se na tržištu 1930-tih godina pod raznim imenima kao: Zeonarb, Dusarit itd. Svojstva sulfuriranog ugljena su povećani učinak, otpornost na kiseline i temperaturu, ne otpušta kremenu kiselinu i neosjetljivi su na ugljičnu kiselinu.
Ogromni korak u razvoju primjene ionskih izmjenjivača bio je pronalazak svojstva ionske izmjene kod smrvljene gramofonske ploče. Tadašnje gramofonske ploče bile su proizvod dobiven kondenzacijom fenola s formaldehidom. Tako su god. 1935. engleski naučenjaci Adams i Holmes patentirali postupak proizvodnje ionskih izmjenjivača na bazi kondenzacije fenola i formaldehida. Proizvod se pojavio uskoro na tržištu pod imenom Wolfatit. Istraživanje se nastavilo, i sve bolji produkti dolaze na tržište, naročito poslije Drugog svjetskog rata, s odličnim svojstvima.
Možemo reći da se danas služimo isključivo ionskim izmjenjivačima na bazi sintetskih masa. Sinteza izmjenjivača ide na dva načina:
- kondenzati koji se dobivaju iz fenola i formaldehida. Kondenzacione mase su nepravilnog oblika promjera 0,3 — 1,5 mm, imaju manji kapacitet izmjene, manju površinu, teže propuštaju vodu, manje su mehanički otporne;
- polimerizati na bazi stirena, akrila i slično, uz dodatak divinu benzena. Polimerizirane mase su kuglastog oblika promjera 0,3 — 2 mm, imaju veliki učinak, veliku površinu, lako propuštaju vodu, otpornije su mehanički.

## Primjena
Voda koju smo dobili nakon jako kisele izmjene provođenjem kroz anionski izmjenjivač zove se demineralizirana ili deionizirana voda, jer ne sadrži nikakve ione, a prisutnu ugljičnu kiselinu prije ulaza u anionski izmjenjivač otplinemo, da ne opterećujemo izmjenjivač. Nakon zasićenja anionski izmjenjivač se obično regenerira s 2 — 4% natrijevom lužinom pošto je aktivni anionski protuion hidroksilni ion.
Demineralizirana voda se upotrebljava danas umjesto znatno skuplje i po kvaliteti lošije destilirane vode. Kemijska industrija, industrija lijekova, industrija jakih alkoholnih pića ne mogu se zamisliti danas bez upotrebe demineralizirane vode. Nadalje služi takva voda kao napojna voda za pogon parnih kotlova najvišeg radnog tlaka. U kemijskom laboratoriju se upotrebljava kao analitički čista voda, a u prehrambenoj industriji za pranje finog maslaca, ispiranje ambalaže i slično. 
Osim u obradi vode, ionski izmjenjivači služe danas u prehrambenoj industriji izravno u tehnološkom procesu. Kod prerade kiselog vina i jako kiselih voćnih sokova odstranjuje se suvišna kiselina pomoću ionskih izmjenjivača. U industriji margarina i ulja odstranjuju se tragovi teških metala (nikal, željezo, bakar).
U mljekarskoj industriji imaju ionski izmjenjivači dosta široku primjenu. Mljekarska industrija troši velike količine razne tehnološke vode, pa se moramo za dobivanje kvalitetno odgovarajuće vode poslužiti ionskim izmjenjivačima. Ali osim te upotrebe ionski izmjenjivači služe u mljekarstvu i u druge svrhe. Kod dobivanja mliječnog praška odstranjuju se čak tragovi nepoželjnih teških metala (željezo, bakar) čija prisutnost u većim količinama u mliječnom prašku dovodi do nepoželjnih promjena, jer katalitički ubrzavaju oksidacijske procese. Kod svježeg mlijeka koji ima suvišak kiseline, odstranjuje se taj suvišak s anionskim izmjenjivačima. Za odstranjivanje suvišne količine kalcija iz mlijeka, za pripremu dječjeg mlijeka, kondenziranog mlijeka i slično, služimo se neutralnom ionskom izmjenom.